# Lemma di Thue
Il lemma di Thue, chiamato così dal matematico norvegese Axel Thue, è un lemma della teoria dei numeri che afferma che, per ogni numero primo p e per ogni intero {\displaystyle a\not \equiv 0\mod p}, la congruenza
{\displaystyle ax\equiv y\mod p}
(dove {\displaystyle \equiv } indica l'operazione modulo).
ammette una soluzione {\displaystyle (x_{0},y_{0})} tale che {\displaystyle 0<|x_{0}|<{\sqrt {p}},~0<|y_{0}|<{\sqrt {p}}}.
Può essere usato per dimostrare il teorema di Fermat sulle somme di due quadrati.

## Dimostrazione
Consideriamo i numeri ax - y (modulo p) tali che
{\displaystyle 0\leq x\leq [{\sqrt {p}}],~~0\leq y\leq [{\sqrt {p}}]}
dove [a] indica la funzione parte intera di a (ovvero il più grande intero non maggiore di a). Questi valori sono in numero di {\displaystyle ([{\sqrt {p}}]+1)^{2}>({\sqrt {p}}-1+1)^{2}=p}. Quindi esistono due coppie {\displaystyle (x_{1},y_{1})} e {\displaystyle (x_{2},y_{2})} tali che {\displaystyle ax_{1}-y_{1}\equiv ax_{2}-y_{2}\mod p}; inoltre {\displaystyle x_{1}\neq x_{2}}, perché altrimenti si avrebbe
{\displaystyle {\begin{cases}ax_{1}-y_{1}\equiv c\mod p\\ax_{1}-y_{2}\equiv c\mod p\end{cases}}}
e quindi {\displaystyle y_{1}\equiv y_{2}} e le coppie non sarebbero distinte. Consideriamo l'espressione
{\displaystyle a(x_{1}-x_{2})-(y_{1}-y_{2})=(ax_{1}-y_{1})-(ax_{2}-y_{2})}
Questa è palesemente congrua a 0 modulo n. {\displaystyle x_{1}-x_{2}} è la differenza tra due quantità minori di {\displaystyle [{\sqrt {p}}]}, e quindi è essa stessa minore di {\displaystyle |{\sqrt {p}}|}. Allo stesso modo {\displaystyle y_{1}-y_{2}<{\sqrt {p}}}. Quindi ponendo 
{\displaystyle x_{0}=x_{1}-x_{2},~~y_{0}=y_{1}-y_{2}}
si ha la coppia desiderata.